# Феогност (Бодоряк)
Феогност (в миру Бодоряк Ярослав Іванович; 11 серпня 1989 , Зелене, Івано-Франківська область ) — архієрей Православної церкви України, єпископ Чернівецький і Буковинський.

## Життєпис
Народився у багатодітній гуцульській сім’ї.
В 1996 році пішов у перший клас Зеленської ЗОШ І-III ступенів, яку закінчив у 2006 році. У цьому ж році вступив на навчання до Івано-Франківського Богословського інституту, який закінчив у 2011 році. З 2010 до 2014 року навчався в Прикарпатському національному університеті ім. В. Стефаника та здобув ступінь магістра етнології та історії, захистивши дипломну роботу на тему: «Життя і побут монахів Манявського Скиту XVII-XVIII ст.».
28 березня 2008 року архієпископом Івано-Франківським і Галицьким Іоасафом був пострижений у ченці з іменем Феогност на честь святителя Феогноста, митрополита Київського і всієї Руси (день пам’яті 27 березня).
30 березня 2008 року рукоположений архієпископом Іоасафом в сан ієродиякона, а 24 квітня цього ж року – в сан ієромонаха.
З 5 червня 2009 року був головою молодіжного братства ім. св. ап. і єв. Іоана Богослова Івано-Франківсько-Галицької єпархії.
З 15 жовтня 2009 року по 30 грудня 2010 року з благословення архієпископа Іоасафа звершував богослужіння при Солотвинській районній лікарні у каплиці ап. єв. Луки.
З 4 липня 2010 року по 28 травня 2013 року з благословення архієпископа Іоасафа, виконував обов’язки настоятеля парафії св. вмч. Пантелеймона у смт. Солотвин Богородчанського району.
26 листопада 2011 року був призначений скитоначальником Спасо-Преображенського скита Манявського монастиря.
З січня 2012 року був керівником відділу у справах молоді при єпархіальному управлінні Івано-Франківської єпархії УПЦ КП.
15 серпня 2013 року возведений у сан ігумена.
З 2013 року був викладачем Івано-Франківського Богословського інституту.
28 вересня 2013 року призначений інспектором, а 15 жовтня 2013 року призначений проректором з виховної роботи Івано-Франківського Богословського інституту.
29 лютого 2016 року призначений намісником Манявського Хресто-Воздвиженського чоловічого монастиря.
20 липня 2016 року призначений ректором Івано-Франківського богословського інституту.
У 2017 році вступив на навчання до аспірантури Київської православної богословської академії.
25 червня 2018 року у Манявському монастирі митрополитом Івано-Франківським і Галицьким Іосафом, з благословення Патріарха УПЦ КП Філарета (Денисенка) возведений в сан архімандрита.
12 січня 2019 року призначений настоятелем парафії Благовіщення Пресвятої Богородиці с.Похівка Богородчанського району.
4 лютого 2019 року призначений настоятелем парафії святих апостолів Петра і Павла в смт Богородчани. 15 липня 2019 року призначений адміністратором Івано-Франківсько-Галицької єпархії ПЦУ.
8 липня 2021 року з благословення Блаженнійшого Митрополита Київського і всієї України Епіфанія прийнятий до кліру Київської єпархії Православної Церкви України та призначений нести послух у Свято-Михайлівському Золотоверхому чоловічому монастирі м. Києва.

## Єпископське служіння
2 лютого 2022 року рішенням Священного Синоду Православної Церкви України обраний єпископом Богородчанським, вікарієм Івано-Франківсько-Галицької єпархії.
12 лютого 2022 року в Михайлівському Золотоверхому соборі після Всенічного бдіння наречений у єпископа.
13 лютого 2022 року висвячений у єпископа Богородчанського, вікарія Івано-Франківсько-Галицької єпархії. Хіротонію звершив митрополит Київський та всієї України Епіфаній, якому співслужили митрополит Вінницький і Барський Симеон, митрополит Івано-Франківський і Галицький Іоасаф, митрополит Сімферопольський і Кримський Климент, митрополит Переяславський і Вишневський Олександр, архієпископ Рівненський і Острозький Іларіон, архієпископ Чернігівський і Ніжинський Євстратій, архієпископ Тернопільський і Бучацький Тихон, архієпископ Вишгородський Агапіт, єпископ Коломийський і Косівський Юліан та єпископ Хмельницький і Кам’янець-Подільський Павло.
З 1 вересня 2023 року навчається на аспірантурі Прикарпатського національного університету імені Василя Стефаника на спеціальності 032 «історія та археологія». Тема дисертації — «Повсякденне життя монахів Манявського Скиту ХVII – XVIII ст.». Науковий керівник – кандидат історичних наук, доцент кафедри етнології і археології Костючок Петро Леонтійович .
2 лютого 2024 Священний синод Православної церкви України призначив його єпископом Чернівецьким і Буковинським, архієреєм об'єднаної Чернівецької єпархії .
В ході діяльності на посаді очільника об'єднаної єпархії ПЦУ на Буковині значно розширив медійність заходів, яку провадить єпархія, щотижня здійснює по кілька робочих візитів на парафії в межах Чернівецької області. Особливо відчутною стала співпраця молодого владики з військовими та владою. Підтримуючи державницьку позицію, вводить в єпархії численні реформи. Єпископ Феогност є завжди відкритий для міжцерковного діалогу на Буковині і поза її межами.     
За його сприяння ПЦУ в регіоні змогла отримати нові церковні переходи з МП в ПЦУ в Дністровському, Чернівецькому і інших районах Чернівецької області. 
27 серпня 2024 р. за ініціативи єпископа Феогноста вдалось повернути в лоно ПЦУ каплицю-усипальницю Буковинських митрополитів в Чернівцях . 